# Rhopalostroma
Rhopalostroma is een geslacht van schimmels dat behoort tot de familie Hypoxylaceae. De typesoort is Rhopalostroma indicum.

## Soorten
Volgens Index Fungorum telt het 12 soorten (peildatum februari 2023):
| Soortnaam                     | Auteur(s)                               | Publicatiejaar |
| ----------------------------- | --------------------------------------- | -------------- |
| Rhopalostroma africanum       | (Wakef.) D. Hawksw.                     | 1977           |
| Rhopalostroma angolense       | (Welw. & Curr.) D. Hawksw.              | 1977           |
| Rhopalostroma brevistipitatum | Daranag. & K.D. Hyde                    | 2015           |
| Rhopalostroma dennisii        | D. Hawksw., Zachariah & Sankaran        | 1979           |
| Rhopalostroma gracile         | D. Hawksw. & Whalley                    | 1985           |
| Rhopalostroma hawksworthii    | Vaidya, A.D.M. Rayner & Whalley         | 1991           |
| Rhopalostroma indicum         | D. Hawksw. & Muthappa                   | 1977           |
| Rhopalostroma kanyae          | Whalley & Thienh.                       | 1996           |
| Rhopalostroma lekae           | Whalley, Thienh., M.A. Whalley & Sihan. | 1998           |
| Rhopalostroma luzonense       | (Lloyd) D. Hawksw.                      | 1977           |
| Rhopalostroma sphaerocephalum | (Petch) D. Hawksw.                      | 1977           |